# آشنیپ
آشنیپ (به آلمانی: Auschnippe) یک رود در آلمان است که در نیدرزاکسن واقع شده‌است.